# 新潟短期大学
新潟短期大学（日语：／ Niigata Tanki Daigaku *），简称新短，是过去一所位于日本新潟县柏崎市的私立短期大学。

## 概要

### 简介
- 学校最早可以追溯到1947年成立的柏崎专门学校、短期大学为于1950年开办[1]、由学校法人柏专学院经营。短期大学招生到于1987年、停办于1990年[2]、为男女同校从1950年开办。

### 历史
- 1950年 柏崎短期大学成立并同时设置一个学科即经济学科[1]。
- 1958年 改校名为新潟短期大学[2]。
- 1987年 最后一年招生、次年停止招生（正式停办于1990年12月21日[2]）

## 学校环境
- 校区：在了新潟县柏崎市[注 1]

## 组织

### 学科
- 经济学科

### 专科
| - 没有 |

### 业余课程
| - 没有 |

### 附属学校
- 新潟短期大学有一个附属高级中学即新潟短期大学附属高级中学[注 2]。从1988年4月改编为新潟产业大学附属高级中学。

## 相关链接
- 日本短期大学列表